# Dániel Fejes
Dániel Fejes (Budapest, 14 de noviembre de 1999) es un deportista húngaro que compite en piragüismo en la modalidad de aguas tranquilas.
Ganó una medalla de plata en el Campeonato Mundial de Piragüismo de 2024 y una medalla de bronce en el Campeonato Europeo de Piragüismo de 2022, ambas en la prueba de C2 1000 m.

## Palmarés internacional
| Campeonato Mundial | Campeonato Mundial      | Campeonato Mundial | Campeonato Mundial |
| Año                | Lugar                   | Medalla            | Competición        |
| ------------------ | ----------------------- | ------------------ | ------------------ |
| 2024               | Samarcanda (Uzbekistán) | Medalla de plata   | C2 1000 m          |
| Campeonato Europeo |                         |                    |                    |
| Año                | Lugar                   | Medalla            | Competición        |
| 2022               | Múnich (Alemania)       | Medalla de bronce  | C2 1000 m          |